# Leonotis nepetifolia
Espèce
Leonotis nepetifolia est une espèce de plantes à fleurs dicotylédones de la famille des Lamiaceae (Labiateae), sous-famille des Lamioideae, originaire des régions tropicales et subtropicales d'Afrique subsaharienne et du sous-continent indien.
Ce sont des plantes herbacées annuelles à port dressé, pouvant atteindre 3 mètres de haut aux feuilles simples, opposées, et aux fleurs orange nombreuses groupées en verticilles.
L'espèce a été introduite dans diverses régions du monde, en particulier en Australie et dans les îles du Pacifique, en Amérique centrale et en Amérique du Sud, en Afrique du Nord, en Chine et en Asie du Sud-Est, où elle s'est souvent naturalisée et est parfois considérée comme une plante envahissante, notamment en Australie, dans l'archipel de Hawaï, en Floride.
Cette espèce a différents usages en médecine traditionnelle tant en Afrique qu'en Inde,. Selon certaines études pharmacologiques, basées sur les revendications traditionnelles, Leonotis nepetifolia des activités anticonvulsivantes, antinociceptives, anti-inflammatoires, antidiabétiques, anthelminthiques et hypoglycémiantes.
C'est également une plante appréciée pour ses qualités ornementales.

## Taxinomie

### Synonymes
Selon The Plant List (15 août 2019) :
- Leonotis kwebensis N.E.Br.
- Leonotis nepetifolia var. nepetifolia
- Leonotis ovata Bojer
- Leonurus globosus Moench
- Leonurus marrubiastrum Lour.
- Leonurus nepetifolius (L.) Mill.
- Phlomis nepetifolia L.
- Stachys mediterranea Vell.

### Liste des variétés
Selon World Checklist of Selected Plant Families (WCSP) (15 août 2019) :
- variété Leonotis nepetifolia var. africana (P.Beauv.) J.K.Morton, J. Linn. Soc. (1962)
- variété Leonotis nepetifolia var. nepetifolia

### Noms vernaculaires
- Léonotis à feuilles de népète, pompon soldat, herbe gros bouton, grosse tête, monte au ciel, oreille de lion, dagga sauvage, queue de lion, pompon rouge[8],[9],[10].